# Constantin Stanciu
Constantin Stanciu (13 de abril de 1911 - data de falecimento desconhecida) foi um futebolista romeno que competiu na Copa do Mundo FIFA de 1930.